# Simon Winawer
Simon Abramowič Winawer (6. března 1838, Varšava – 29. listopadu 1919, tamtéž) byl polský šachový mistr a přední světový hráč konce 19. století.

## Život
Winawer se narodil roku 1838. Pocházel z varšavské židovské rodiny a byl občanem Ruské říše. Jeho vstup na světové šachové kolbiště byl vpravdě legendární. Když roku 1867 pobýval v Paříži a navštěvoval šachovou kavárnu Café de la Régence, rozhodl se zúčastnit se šachového turnaje pořádaného u příležitosti čtvrté světové výstavy. Přestože byl v podstatě neznámý šachista, byl do turnaje přijat a k velikému překvapení skončil na druhém místě za Ignazem Kolischem, přičemž za sebou nechal Wilhelma Steinitze a dalších deset předních šachistů.
Winawer se postupně stal jedním z předních evropských šachistů 60. až 80. let 19. století. Po turnaji v Londýně v roce 1883, na kterém skončil až devátý, se ale téměř na deset let odmlčel. Když se pak k šachu opět navrátil, nedosahoval již předcházející výkonnosti.1 2 3
Winawer by originální hráč se skvělými nápady. Jeho jménem je nazván extravagantní protigambit ve slovanské obraně 1.d4 d5 2.c4 c6 3.Jc3 e5. Winawerovou hrou se nazývá také zahájení 1.c4 f6, hrané poprvé v partii Marco – Winawer (Berlín, 1897), které je ovšem v rozporu se zásadami zdravé hry a Winawer jej mohl použít jen ze snahy po extravagantní originalitě nebo jako provokaci. Za Winawerovu hru bývá označován i tah 1.f3. Zavedl variantu v přijatém královském gambitu (1.e4 e5 2.f4 exf4 3.Sc4) 3.... Je7, nebo v přijatém dámském gambitu (1.d4 d5 2.c4 dxc4 3.Jf3 Jf6 4.e3) 4.... Se6!?, či ve francouzské obraně (1.e4 e6 2.d4 d5 3.Jc3 Sb4 4.e5 c5 5.a3 Sxc3+ 6.bxc3) 6... Je7. V sicilské obraně mnoho let užíval systém (1.e4 c5 2.Jf3 e6 3.Jc3 Jc6) 4.Sb5 nebo (1. e4 c5 2.Jf3 Jc6) 3.Sb5.

## Winawerovy šachové úspěchy
- Druhé místo na šachovém turnaji v Paříži roku 1867 za Ignazem Kolischem, ale před Wilhelmem Steinitzem a dalšími deseti předními šachisty (např. Gustav Neumann, Cecil Valentine De Vere, Jules Arnous de Rivière a další).
- Čtvrté místo na šachovém turnaji v Lipsku roku 1877 za Louisem Paulsenem, Adolfem Anderssenem a Johannesem Zukertortem (celkem se zúčastnilo dvanáct hráčů).
- Druhé místo na šachovém turnaji v Paříži roku 1878, když získal stejný počet bodů jako Johannes Zukertort, se kterým pak prohrál v play-off 2:0 (na dalších místech se umístili Joseph Henry Blackburne, George Henry Mackenzie, Henry Edward Bird, Adolf Anderssen a dalších šest šachistů).
- Třetí misto (společně s Čigoronem) na šachovém turnaji v Berlíně roku 1881 za Blackburnem a Zukertortem (celkem se zúčastnilo osmnáct hráčů).
- Vítězství (společně s Wilhelmem Steinitzem) na šachovém turnaji ve Vídni roku 1882 (play-off skončilo nerozhodně 1:1) [2] před Masonem, Zukertortem, Mackenziem, Blackburnem a dalšími (celkem se zúčastnilo osmnáct hráčů).
- Vítězství a zisk titulu německého šampióna[2] na šachovém turnaji v Norimberku roku 1883 v konkurenci devatenácti šachistů (zúčastnil se například Joseph Henry Blackburne, James Mason, Johann Nepomuk Berger, Curt von Bardeleben, Henry Edward Bird a další).